# Puerto Vallarta

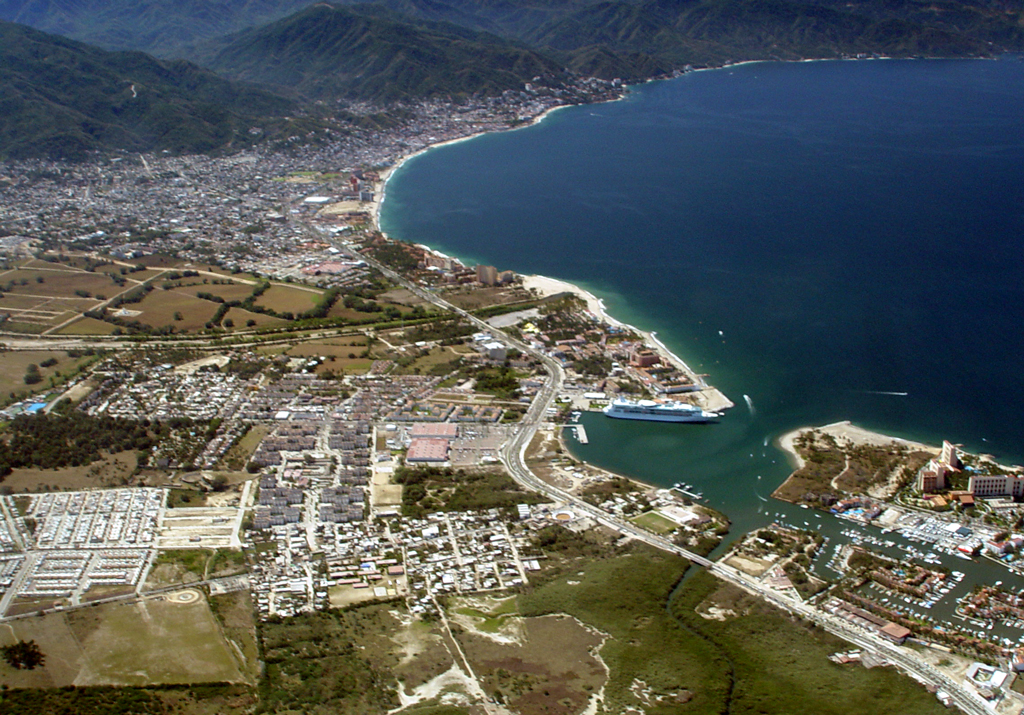
Letecký pohled na město

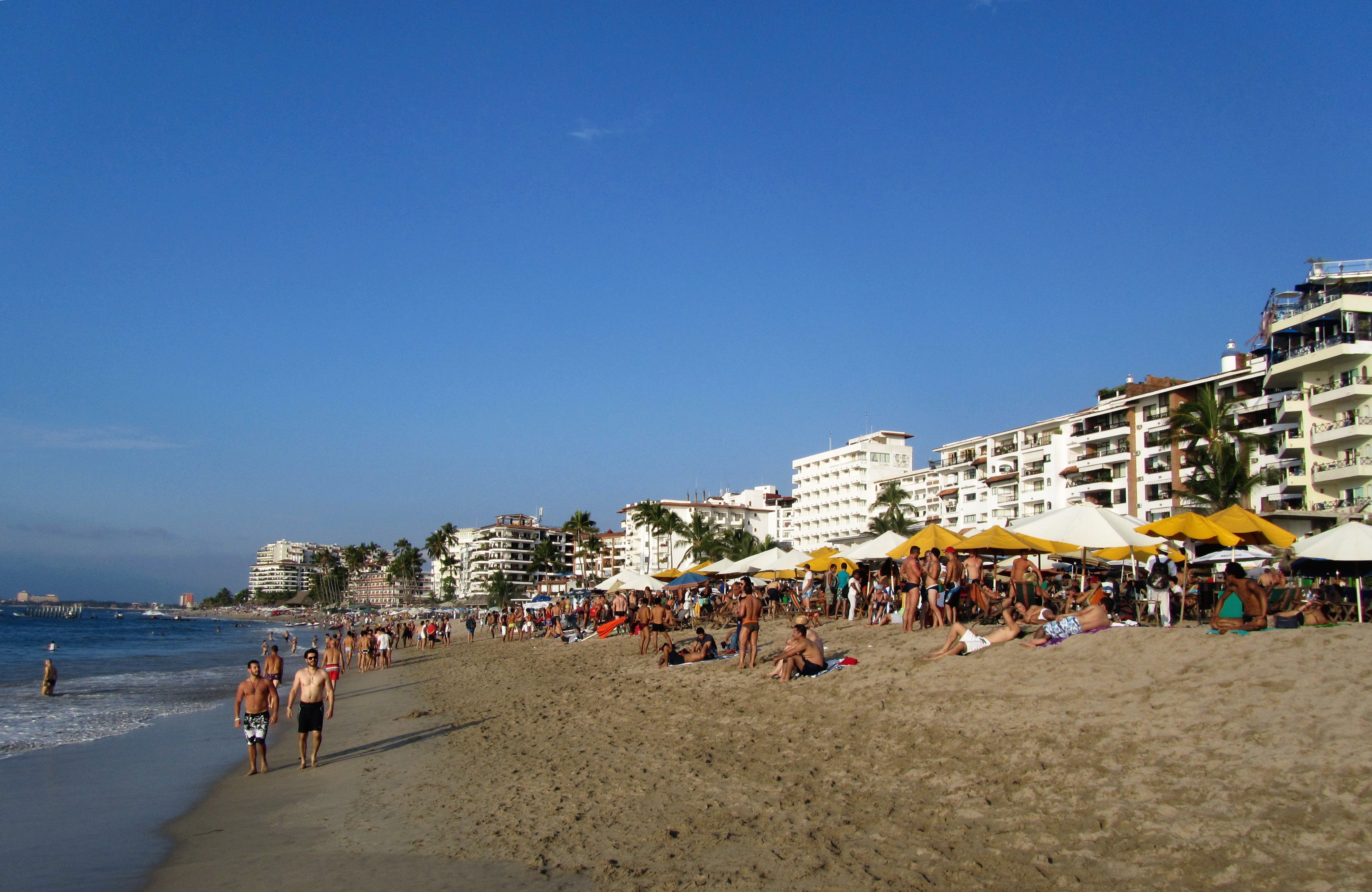
Pláž

Puerto Vallarta je město v Mexiku ve státě Jalisco, ležící na pobřeží Tichého oceánu. Název města  se datuje od 31. května 1918 a je odvozen od příjmení právníka a guvernéra státu Jalisco Ignacia Vallarty, který byl spolubojovníkem mexického prezidenta Benita Juáreze. Město je pro své umístění u Tichého oceánu, u řeky Ameca, pro příznivé klima a pro hezké okolí populární turistickou destinací.

## Historie
Archeologické výzkumy v oblasti Puerto Vallarta prokázaly, že oblast byla osídlena Indiány už od roku 560 př. n. l.. Nepřetržité osídlení však není jisté pro značný výskyt krokodýlů. Pravděpodobně až v období let 900 až 1200 našeho letopočtu tato oblast, stejně jako většina území států Nayarit a Michoacán, patřila ke kultuře Aztatlán.
V misijních kronikách a záznamech dobyvatelů je zdokumentováno mnoho bitev mezi místními obyvateli a  španělskými přistěhovalci. Například v roce 1524 se zde odehrála velká bitva mezi armádou Hernána Cortése a armádou asi 10 000 až 20 000 Indiánů. Po ní Cortés získal kontrolu nad většinou údolí Ameca. Údolí bylo nazýváno Údolí vlajek (Banderas), podle barevných vlajek domorodců. Po dlouhou dobu však zůstali nepokořeni místní indiáni Huicholi, žijící v nepřístupných údolích a na svazích pohoří Sierra Madre Occidental, které leží na hranici dnešních států Jalisco a Nayarit.
Zhruba 200 let po Cortésově vítězství (v roce 1772) se zde františkánským misonářům podařilo vybudovat první katolické kaple a kostely. Jejich misionářská práce neměla úspěch a zhruba o 100 let později františkáni oblast opustili.Město bylo oficiálně založeno roku 1851, kdy mělo jen kolem 1000 obyvatel.
Norský badatel Carl Lumholtz, který navštívil Indiány Huicholi roku 1890, poznamenal, že jejich původní víra byla zachována a nenašel žádnou stopu křesťanských obřadů. Zavedení chovu ovcí, skotu a užívání železných zemědělských nástrojů jen mírně zasáhly do života domorodců. Jasnou stopou františkánů byl tehdy rozšířený zvyk používat barevné skleněné korálky jako osobní ozdoby a předměty pro každodenní použití.
Přístav sloužil pro španělské galeony, které mířily z Manily přes Tichý oceán do Mexika. V roce 1918 obec Puerto Vallarta získala statut obce a současné jméno. V prvních letech dvacátého století většinu pozemků v Puerto Vallartě vlastnila americká těžební společnost Union en Cuale.

## Vývoj počtu obyvatel a hospodářství

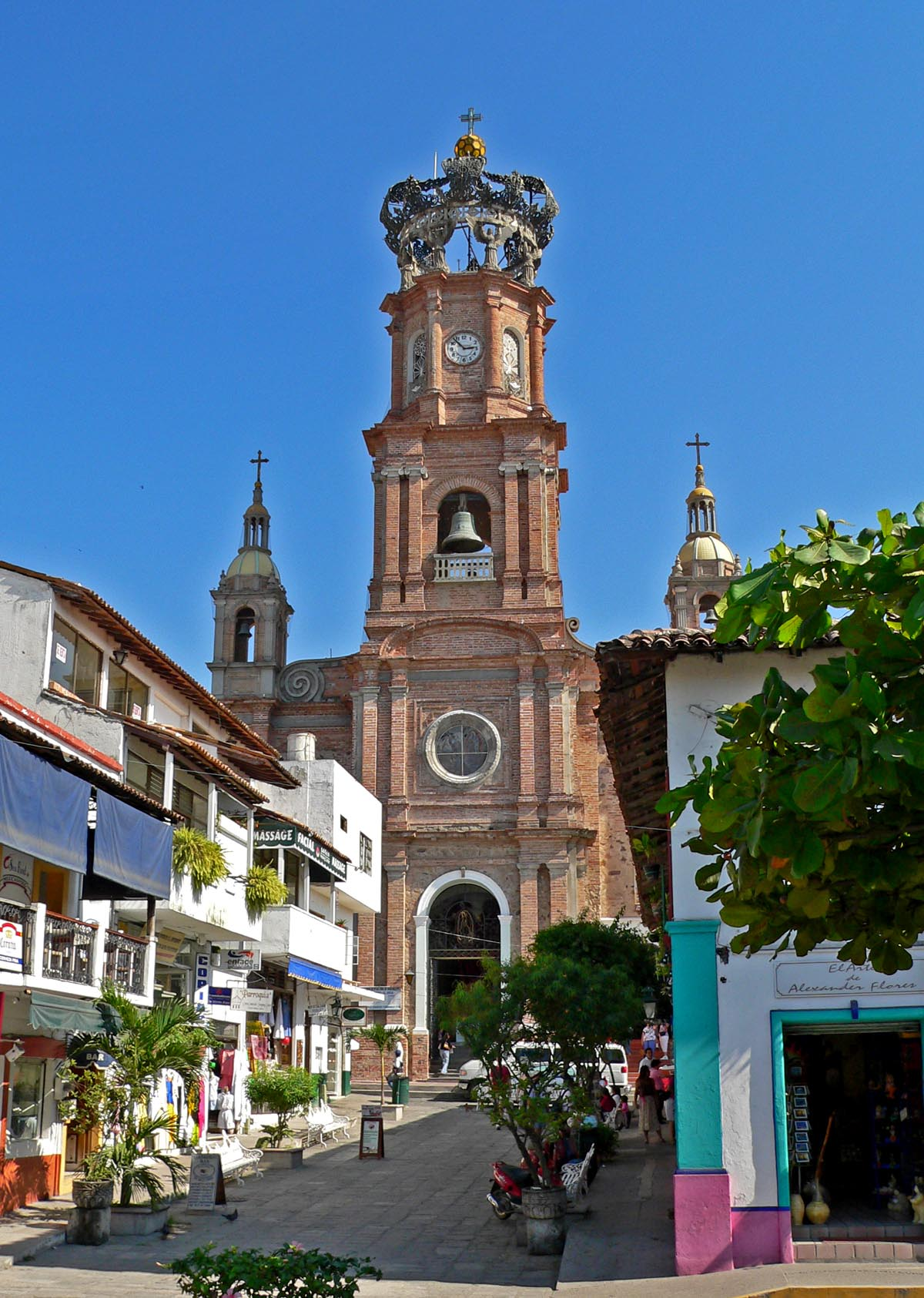
Katedrála Panny Marie Guadalupské

|                | 1950   | 1960   | 1970   | 1980   | 1990    | 2000    | 2010    |
| -------------- | ------ | ------ | ------ | ------ | ------- | ------- | ------- |
| Počet obyvatel | 10 801 | 15 462 | 35 911 | 57 028 | 111 457 | 184 728 | 255 725 |
| Meziroční růst |        | 3.7%   | 8.8%   | 4.7%   | 6.9%    | 5.2%    | 3.3%    |

Lidé pracují zejména v oblasti cestovního ruchu (26%), v oblasti služeb (16%) a obchodu (15%), v zemědělství, stavebnictví, v různých oblastech výroby a věnují se rybolovu. Pěstuje se hlavně kukuřice, čirok, fazole, chilli, meloun, tabák, mango, banán a avokádo.

## Doprava
Město má své mezinárodní letiště Aeropuerto Internacional Licenciado Gustavo Díaz Ordaz, dobré meziměstské spojení po železnici i autobusy.

## Památky a turistické centrum

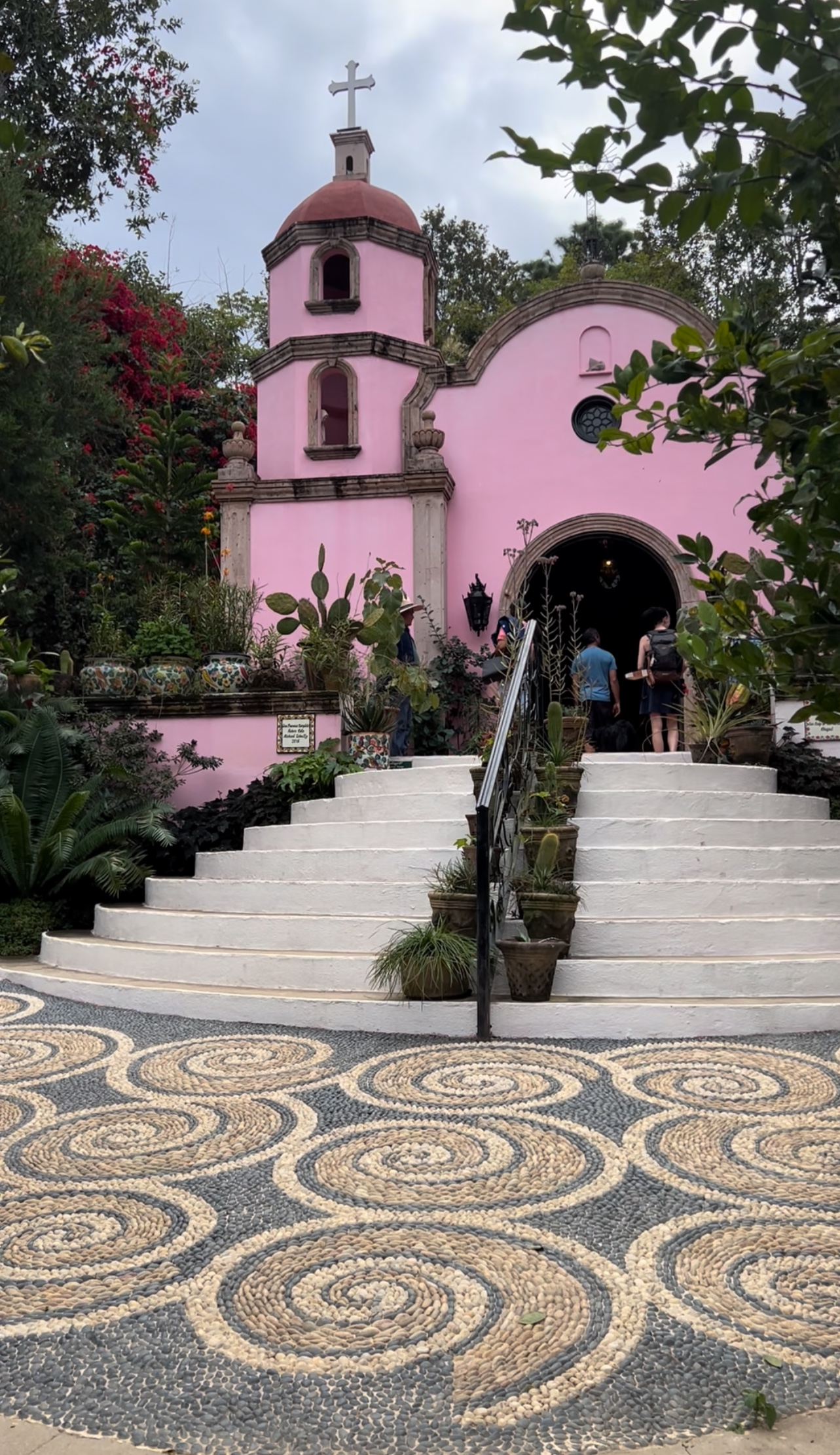
Botanická zahrada s kaplí

Město je situované podél písečné pláže Banderas Bay, v horkém tropickém podnebí, v blízkosti džungle, která obklopuje město, má tři velké částiː
- Západní část s hotely, Většina hotelů a turistických atrakcí se nachází na pobřeží.
- Staré Město (Old Vallarta) a jeho část Malecón ve španělském koloniálním stylu, katedrála Panny Marie Guadalupské s královskou korunou na věži byla postavena v letech 1930̠–1940 na místě kaple téže patronky. Noční život se odehrává hlavně v restauracích a klubech podél pobřežní promenády Malecón.
- Nové Město (Nuova Vallarta).
  - Cuale Archeologické muzeum nabízí především kolekci hmotných památek předkolumbovské éry.
  - Dvě tržnice Mercado Isle Cuale a Mercado Municipal Río Cuale nabízí turistům šperky, textil, sochy, suvenýry a a další zboží místních umělců
- Výletní lodi sem jezdí po trase Los Angeles – Los Cabos – Mazatlán – Puerto Vallarta – Manzanillo – Acapulco s jednodenní zastávkou.

Guadalajara a Acapulco byly typickým cílem cestovního ruchu gayů a leseb z Mexico City a především ze Spojených států a Kanady v 80. a 90. letech 20. století. Ale od té doby se Puerto Vallarta vyvinulo jako satelit hlavního turistického rekreačního centra Guadalajary pro gaye a lesby stejně jako např. Fire Island ve vztahu k New Yorku a Palm Springs ve vztahu k Los Angeles. Puerto Vallarta je nyní považováno za největší turistickou destinaci gayů v Mexiku, nazývanou San Francisco Mexika a označeno za jejich nejlepší turistickou destinaci v Latinské Americe.

## Natáčení filmů
Město Puerto Vallarta bylo využito ve dvou filmechː 
- Ve filmu Noc leguána z roku 1963 zde hráli John Huston, Ava Gardnerová a Richard Burtonm. Burton se zde v katedrále Panny Marie Guadalupské oženil s Liz Taylorovou  a zakoupili si ve městě dům. Filmový štáb, hvězdy Hollywoodu a novináři přispěli k popularizaci města. Film dosud připomínají sochy Elizabeth Taylorové a Richarda Burtona.
- Ve městě se natáčel film Predátor s Arnoldem Schwarzeneggerem.

## Partnerská města
- Santa Barbara, Spojené státy americké
- Gijón, Španělsko